# Кужаярви
Кужаярви — озеро на территории Ребольского сельского поселения Муезерского района Республики Карелия.

## Общие сведения
Площадь озера — 0,8 км², площадь водосборного бассейна — 10,7 км². Располагается на высоте 187,4 метров над уровнем моря.
Форма озера продолговатая: вытянуто с северо-запада на юго-восток. Берега каменисто-песчаные.
Через озеро протекает река без названия, которая вытекает из озера Ковера и, протекая Эльмюдъярви и Малое Эльмюдъярви, впадает в озеро Большое Ровкульское, откуда через реки Сулу и Лендерку воды в итоге попадают в Балтийское море.
У северо-западной оконечности озера проходит дорога местного значения, отходящая от трассы 86К-176 («Тикша — Реболы»).
Код объекта в государственном водном реестре — 01050000111102000010465.